# 科圖伊河
科圖伊河是俄羅斯的河流，位於克拉斯諾亞爾斯克邊疆區，是形成哈坦加河的其中一條河流。科圖伊河全長1,409公里，流域面積176,000平方公里，每年9月底至6月結冰。
71°54′54″N 102°7′22″E / 71.91500°N 102.12278°E